# Råå

Lage des Stadtbezirks Råå in Helsingborg

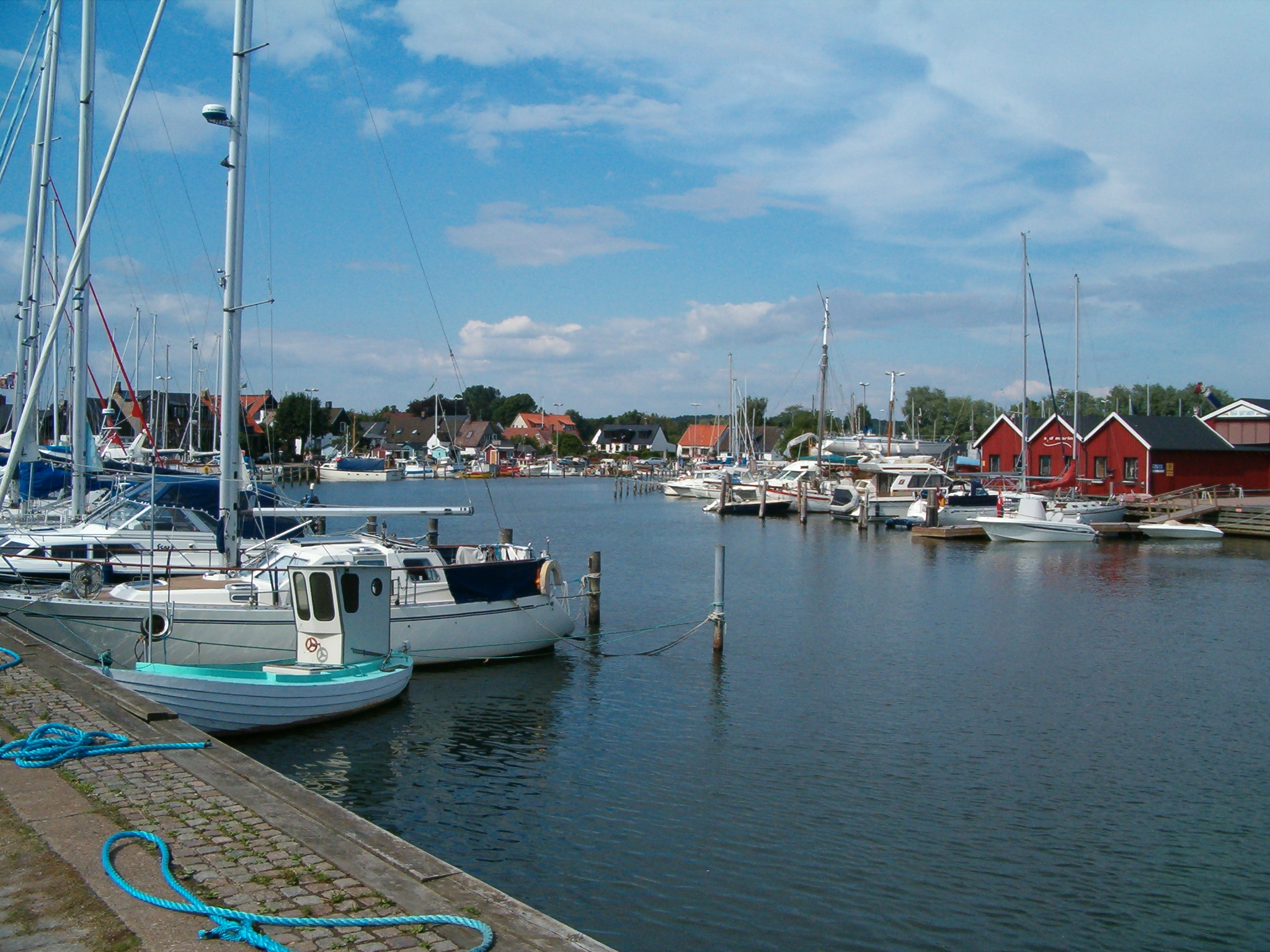
Hafen von Råå

Råå ist ein Stadtteil der schwedischen Stadt Helsingborg. Råå, ein ehemaliges Fischerdorf, ist der südlichste Teil der Stadt. Es liegt im gleichnamigen, 3.021 Einwohner (Stand 2005) zählenden Stadtbezirk.
In Råå mündet der Fluss Råån in den Öresund. Der Ortsname bedeutet vermutlich „Grenzplatz an der Mündung“.
Seit dem 16. oder 17. Jahrhundert existierte hier eine permanente Siedlung. Während des Schonischen Krieges (1675–79) brannten die Schweden Råå nieder. Am 29. Juni 1676 landeten 15.000 dänische Soldaten mit rund 300 Schiffen bei Råå.
Nach weiteren Zerstörungen im Jahre 1788 erholte sich der Ort im 19. Jahrhundert. An dessen Ende und Anfang des 20. Jahrhunderts war Råå Schwedens größter Fischerort. 1918 wurde Råå nach Helsingborg eingemeindet und wurde durch das Zusammenwachsen der Orte zu einem Teil der Stadt.
Von der Fischereigeschichte des Ortes zeugt heute noch der große Kleinboothafen, der allerdings nur von Freizeitfischern genutzt wird. Das Ortsbild wird von niedrigen Häusern aus dem 19. und 20. Jahrhundert bestimmt.

## Persönlichkeiten
- Anders Ruben Rausing (* 17. Juni 1895 in Råå, Gemeinde Raus; † 10. August 1983), Ökonom und Großunternehmer